# أيارماكا
الأيارماكا هي مجموعة إثنية موجودة إلى الشمال الغربي من كوزكو في منطقة مراس. وقد تعرضت الأيارماكا إلى الاستعباد على يد الإنكا خلال بدايات توسيع الدولة، حوالي عام 1300 ميلادية. وبعد فقد قوتهم أثناء حكم الإنكا، استقر شعب الأيارماكا في العديد من المجتمعات في منطقة كوزكو.